# Rue Bank
 (mai 2020).
Si vous disposez d'ouvrages ou d'articles de référence ou si vous connaissez des sites web de qualité traitant du thème abordé ici, merci de compléter l'article en donnant les références utiles à sa vérifiabilité et en les liant à la section « Notes et références ».
Pour les articles homonymes, voir Bank Street.

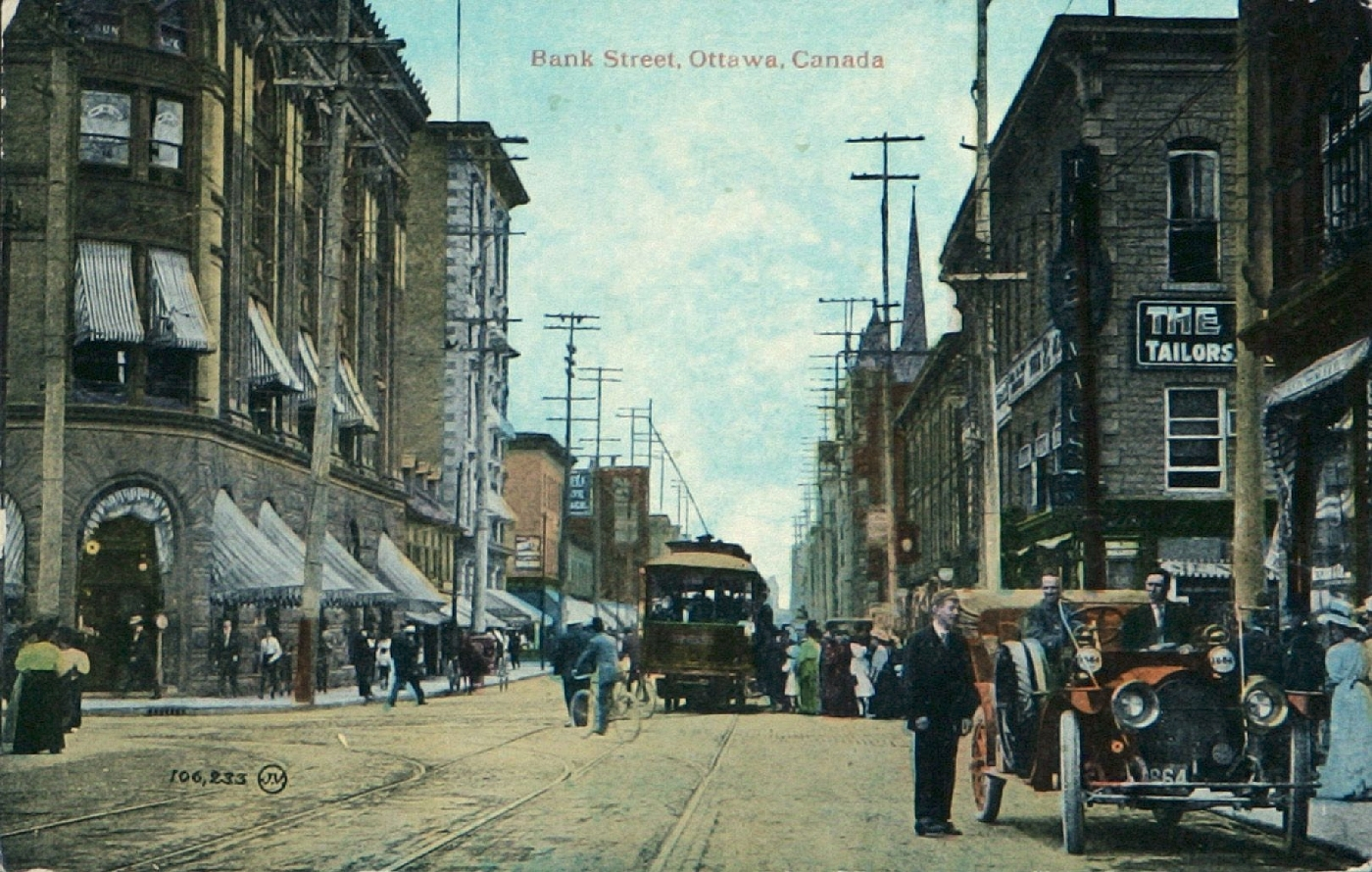
Rue Bank, carte postale, vers 1910

La rue Bank (anglais : Bank Street) est une rue commerciale située au centre-ville d'Ottawa. Elle est aussi reconnue comme faisant partie du quartier gai d'Ottawa,,.

## Nom de la rue
Contrairement à ce que l’on pourrait penser, le nom de la rue ne résulte pas de la localisation du siège de la Banque du Canada à l’intersection des rues Bank et Wellington : son nom remonte au XIXe siècle alors que la banque n’a été fondée qu’en 1934. 
Le terme « Bank » signifie ici « rive » : la rue va de la rive de la rivière Rideau au sud jusqu'à, initialement, la rive de la rivière des Outaouais au nord. Aujourd’hui, la rue Wellington  marque la fin de la rue Bank et la portion de la rue qui jouxtait la rivière est une terre de la Couronne : la Colline du Parlement.